# Бемель, Альбрехт
Альбрехт Бемель (нем. Albrecht Behmel) — немецкий писатель, проживает в Берлине.

## Биография
Альбрехт Бемель изучал в Хайдельберге и Берлине историю, философию и политику. Пишет романы, киносценарии и тематические книги. Его книги освещают такие темы как Берлин, урбанизация, Интернет, сложности человеческих отношений, а также лошади. За свою аудиокнигу об ирландском поэте Фланне О’Брайене (Flann O’Brien) Альбрехт Бемель в 2003 году удостоен приза «Радиопостановка месяца» Немецкой Академии (Deutsche Akademie der Darstellenden Künste).

## Творчество

### Произведения
- 2010: Homo Sapiens Berliner Art. Passau, ISBN 978-3-939337-78-2
- 2007: Die Berliner Express-Historie. 80000 Jahre in 42 Schlückchen. Berlin, ISBN 978-3-9809951-5-3
- 2005: Von der Kunst, zwischen sich und dem Boden ein Pferd zu behalten. Berlin, ISBN 3-89769-910-9
- 2003: Ist das Ihr Fahrrad, Mr. O’Brien? Eine Hörspielcollage aus der Welt der Wissenschaft und des Suffs
- 2001: Das Nibelungenlied. Ein Heldenepos in 39 Abenteuern. Stuttgart 2001, ISBN 3-89821-145-2
- 2000: Themistokles, Sieger von Salamis und Herr von Magnesia. Stuttgart, ISBN 3-932602-72-2